# Ivan Jakimuškin
Ivan Andreevič Jakimuškin (in russo Иван Андреевич Якимушкин?; Tjumen', 17 giugno 1996) è un fondista russo.

## Biografia
Attivo in gare FIS dal dicembre del 2012, in Coppa del Mondo Jakimuškin ha esordito il 7 gennaio 2018 a Lenzerheide (58º) e ha ottenuto la prima vittoria, nonché primo podio, l'8 dicembre 2019 a Lillehammer. Ai Mondiali di Oberstdorf 2021, sua prima presenza iridata, ha vinto la medaglia d'argento nella staffetta e si è classificato 11º nella 15 km e 8º nello skiathlon; l'anno dopo ai XXIV Giochi olimpici invernali di Pechino 2022, sua prima presenza olimpica, ha vinto la medaglia d'argento nella 50 km e si è piazzato 13º nella 15 km.

## Palmarès

### Olimpiadi
- 1 medaglia:
  - 1 argento (50 km a Pechino 2022)

### Mondiali
- 1 medaglia:
  - 1 argento (staffetta a Oberstdorf 2021)

### Mondiali juniores
- 4 medaglie:
  - 2 ori (staffetta ad Almaty 2015; 15 km a Râșnov 2016)
  - 2 argenti (inseguimento ad Almaty 2015; staffetta a Râșnov 2016)

### Coppa del Mondo
- Miglior piazzamento in classifica generale: 2º nel 2021
- 3 podi (1 individuale, 2 a squadre):
  - 1 vittoria (a squadre)
  - 2 terzi posti (1 individuale, 1 a squadre)

#### Coppa del Mondo - vittorie
| Data            | Località    | Nazione  | Spec.                                                          |
| --------------- | ----------- | -------- | -------------------------------------------------------------- |
| 8 dicembre 2019 | Lillehammer | Norvegia | 4x7,5 km (con Evgenij Belov, Il'ja Poroškin e Sergej Ustjugov) |

#### Coppa del Mondo - competizioni intermedie
- 4 podi di tappa:
  - 2 secondi posti
  - 2 terzi posti